# Pinus jaliscana
Pinus jaliscana är en tallväxtart som beskrevs av Pérez de la Rosa. Pinus jaliscana ingår i släktet tallar, och familjen tallväxter. IUCN kategoriserar arten globalt som nära hotad. Inga underarter finns listade i Catalogue of Life.